# Timofeï Dokchitser
Timofeï Alexandrovitch Dokchitser (également Dockschizer, Dokschitser, Dockschitser selon la discographie) (en russe : Тимофей Александрович Докшицер) est un trompettiste soviétique (russe), né à Nejine (RSS d'Ukraine) le 13 décembre 1921 et mort à Vilnius (Lituanie) le 16 mars 2005. Il passe pour l'un des plus grands musiciens du XXe siècle.

## Biographie
Dokchitser commence ses études de trompette à l'âge de neuf ans, avec un professeur qui est alors musicien d'un orchestre militaire. Il étudie ensuite à l'École centrale de musique de Moscou, au Collège puis à l'Institut Gnessine avec le célèbre trompettiste russe Mikhaïl Tabakov. En 1941, Dokchitser devient lauréat du deuxième concours national des instrumentistes à vent et en 1947, il gagne le concours international de Prague. Comme le son de sa trompette est très mélodieux et poétique, Dokchitser démontre alors que la trompette peut être un instrument de soliste et qu'elle doit participer aux concerts de musique classique au même titre que le violon ou le piano.
Son répertoire comporte beaucoup de compositions classiques et romantiques, mais aussi des transcriptions de nombreux morceaux écrits pour d'autres instruments, tels que les Zigeunerweisen de Sarasate, Le vol du bourdon de Rimski-Korsakov, Rhapsody in Blue de Gershwin et bien d'autres. Certains compositeurs lui ont dédié leurs concertos pour trompette : Mieczyslaw Weinberg, Alexander Aroutiounian, Vladimir Peskine. Dokchitser a enregistré environ vingt disques. Pendant de nombreuses années, il a été trompette solo à l'orchestre du Théâtre Bolchoï et a donné plusieurs concerts en Russie et à l'étranger. Il est le premier à interpréter avec Irina Arkhipova l'Ave Maria de Caccini de Vavilov à Moscou dans les années 1980 dans un arrangement avec trompette et orgue.
Dokchitser fut professeur de trompette à l'Académie Gnessine et y a formé plus de cent trompettistes de haut niveau, y compris quinze lauréats de concours internationaux.
La Collection Timofei Dokchitser (Dokshitser) est éditée aux éditions Marc Reift. Elle comprend plus de 250 titres et 11 CD. Il a écrit trois livres sur l'histoire de la trompette, l'art d'en jouer, et des mémoires : La Voie vers la création (Путь к творчеству), Extrait du carnet d'un trompettiste (Из записной книжки трубача), Le Trompettiste à cheval (Трубач на коне).
Il est enterré au nouveau cimetière Donskoï de Moscou.